# Villa Collemandina
Villa Collemandina es una localidad italiana de la provincia de Lucca, región de Toscana, con 1.379 habitantes.

Ubicación de la ciudad de Villa Collemandina dentro de la provincia de Lucca.

## Evolución demográfica
| Gráfica de evolución demográfica de Villa Collemandina entre 1861 y 2001 |
|                                                                          |
| Fuente ISTAT - Elaboración gráfica por parte de Wikipedia                |